# Federico Fatecchi
Federico Fatecchi (1 de julio de 1912; Campana, Argentina) fue un exfutbolista argentino que se desempeñaba como defensor.

## Clubes
| Club        | País      | Año         |
| ----------- | --------- | ----------- |
| Instituto   | Argentina | 1935        |
| River Plate | Argentina | 1936 - 1938 |
| Atlanta     | Argentina | 1939        |
| Banfield    | Argentina | 1940 - 1943 |